# Hệ tọa độ hoàng đạo

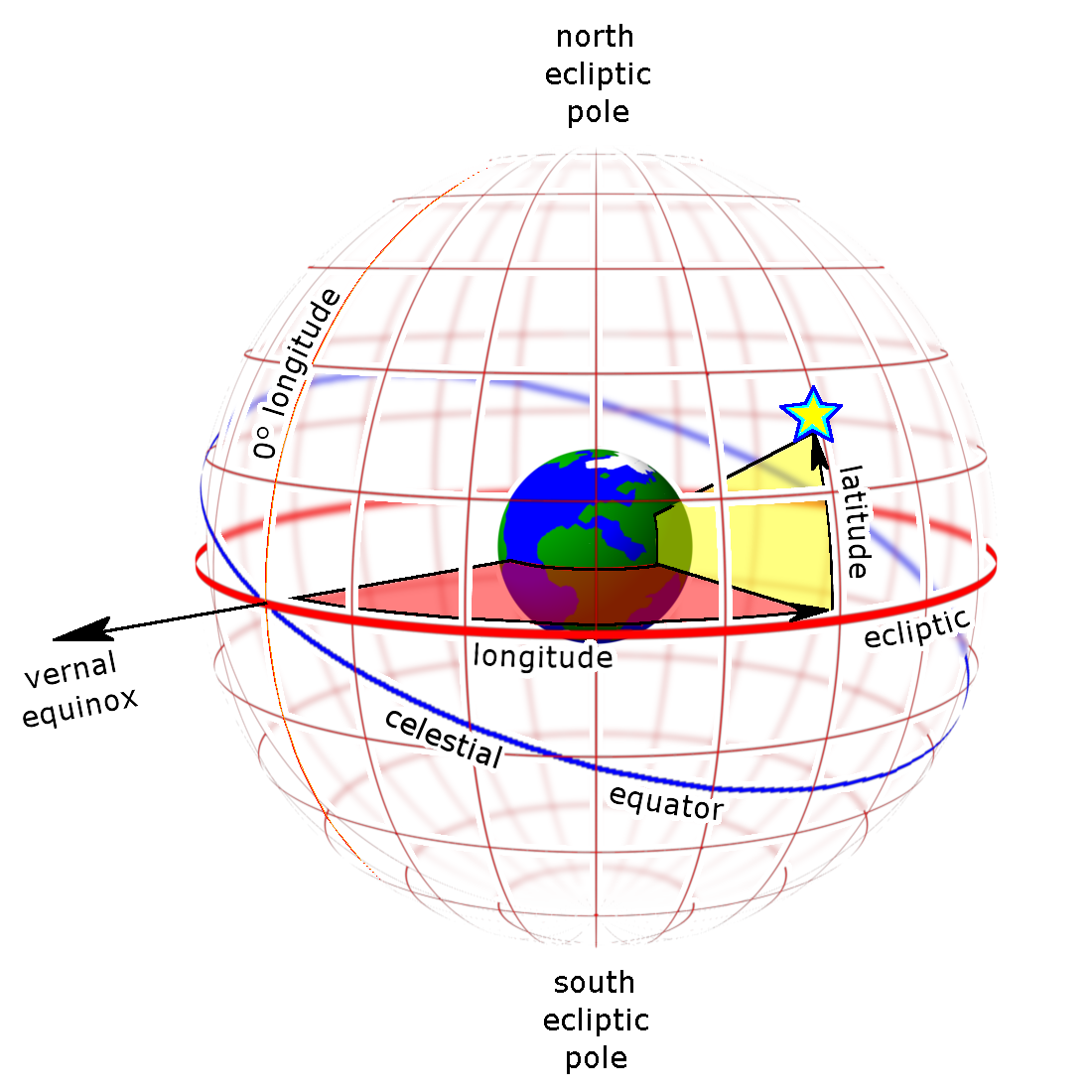
Hệ tọa độ hoàng đạo với tâm đặt tại Trái Đất, được nhìn từ phía ngoài thiên cầu. Hoàng kinh (màu đỏ) được đo dọc theo hoàng đạo từ điểm xuân phân. Hoàng vĩ (màu vàng) được đo vuông góc với hoàng đạo. Toàn bộ hình cầu được thể hiện ở đây, mặc dù hoàng vĩ cao hiếm khi được thấy ngoại trừ một số sao chổi và tiểu hành tinh nhất định.

Hệ tọa độ hoàng đạo là một hệ tọa độ thiên văn sử dụng mặt phẳng hoàng đạo làm mặt phẳng tham chiếu.
Mặt phẳng hoàng đạo là mặt phẳng quỹ đạo của Trái Đất khi quay quanh Mặt Trời. Hình chiếu của mặt phẳng quỹ đạo Trái Đất lên thiên cầu vẽ thành đường hoàng đạo. Đó chính là đường biểu kiến mà Mặt Trời sẽ đi trên thiên cầu trong suốt một năm. Gốc tọa độ có thể đặt tại tâm Mặt Trời, khi đó ta có hệ tọa độ hoàng đạo nhật tâm, hoặc đặt tại tâm Trái Đất và gọi là hệ tọa độ hoàng đạo địa tâm.
Với hệ này, vĩ độ được gọi là hoàng vĩ (l hoặc λ), kinh độ gọi là hoàng kinh (b hoặc β). Điểm mốc được chọn là điểm xuân phân, điểm này có hoàng kinh và hoàng vĩ đều bằng 0. Góc theo chiều vĩ độ, tức là khoảng cách góc từ thiên thể đến hoàng đạo gọi là hoàng vĩ, hoàng vĩ độ hay vĩ độ hoàng đạo. Góc này nằm trong mặt phẳng vuông góc với hoàng đạo, có đỉnh tại vị trí người quan sát hoặc tâm Trái Đất, một cạnh nối với vị trí của thiên thể trên thiên cầu, cạnh kia nằm trong mặt phẳng hoàng đạo. Góc theo chiều kinh độ, nằm trong mặt phẳng hoàng đạo, tính từ điểm xuân phân ngược chiều nhật động tới khi gặp cạnh góc vĩ độ nói trên, gọi là hoàng kinh, hoàng kinh độ hay kinh độ hoàng đạo.
Hệ tọa độ này thuận tiện khi xác định vị trí của các hành tinh và các thiên thể trong Hệ Mặt Trời. Các hành tinh đều có mặt phẳng quỹ đạo với độ nghiêng khá thấp so với mặt phẳng hoàng đạo nên có hoàng vĩ không lớn (trường hợp Diêm Vương Tinh lớn nhất cũng không quá 17,2°).
Hệ tọa độ hoàng đạo có thể được biểu diễn theo tọa độ cầu hoặc tọa độ trục vuông góc.

## Hướng cơ bản
Xích đạo thiên cầu và hoàng đạo dao động chậm do các lực nhiễu loạn tác động lên Trái Đất, do đó hướng của điểm mốc, tức là giao điểm giữa chúng tại điểm xuân phân của Bán cầu Bắc, không hoàn toàn cố định. Sự di chuyển chậm của trục quay Trái Đất, gọi là tiến động, gây ra sự quay chậm và liên tục của hệ tọa độ về phía tây quanh các cực của hoàng đạo, hoàn thành một vòng quay theo chu kỳ khoảng 26 000 năm. Ngoài ra, nó còn được tổng hợp với một sự tiến động nhỏ hơn của hoàng đạo, và một sự dao động nhỏ của trục quay Trái Đất gọi là chương động.

Chuyển động biểu kiến của Mặt Trời dọc theo hoàng đạo (đường màu đỏ) khi nhìn vào trong thiên cầu. Hệ tọa độ hoàng đạo được tô màu đỏ. Xích đạo thiên cầu và hệ tọa độ xích đạo được tô màu xanh, nghiêng so với hoàng đạo và có vẻ dao động so với Mặt Trời trong hình.

Nhằm tham chiếu hệ tọa độ mà có thể được coi là cố định trong không gian, các chuyển động này yêu cầu phải chỉ rõ điểm phân của một thời điểm ngày tháng, được gọi là một kỷ nguyên thiên văn, khi đưa ra một vị trí trong hệ tọa độ hoàng đạo. Ba loại điểm phân thường được sử dụng là:
Điểm phân trung bình của một kỷ nguyên
(thường là kỷ nguyên J2000.0, nhưng có thể là B1950.0, B1900.0,...) là một hướng điểm mốc cố định tiêu chuẩn, cho phép các vị trí ở những ngày tháng khác nhau có thể được so sánh trực tiếp.
Điểm phân trung bình của ngày
là giao điểm của hoàng đạo của "ngày" (tức là hoàng đạo ở một vị trí trong một ngày tháng cụ thể) với xích đạo trung bình (tức là, xích đạo được quay tới vị trí hiện tại trong "ngày" đó do tiến động, nhưng không có sự dao động nhỏ theo chu kỳ của chương động). Nó thường được sử dụng trong tính toán quỹ đạo hành tinh.
Điểm phân thực của ngày
là giao điểm của hoàng đạo của "ngày" với xích đạo thực (tức là, xích đạo trung bình cộng với chương động). Đây là giao điểm thật sự của hai mặt phẳng ở mọi thời điểm bất kỳ, với mọi chuyển động đều được tính đến.
Một vị trí trong hệ tọa độ hoàng đạo do đó thường được chỉ rõ, chẳng hạn theo điểm phân thực và hoàng đạo của ngày, điểm phân trung bình và hoàng đạo của J2000.0, hay tương tự. Lưu ý rằng không có "hoàng đạo trung bình", bởi hoàng đạo không có sự dao động nhỏ theo chu kỳ.

## Tọa độ cầu
|            | Tọa độ cầu | Tọa độ cầu  | Tọa độ cầu | Tọa độ trục vuông góc |
| Hoàng kinh | Hoàng vĩ   | Khoảng cách |            | Tọa độ trục vuông góc |
| ---------- | ---------- | ----------- | ---------- | --------------------- |
| Địa tâm    | λ          | β           | Δ          |                       |
| Nhật tâm   | l          | b           | r          | x, y, z               |
| 1.         |            |             |            |                       |

Kinh độ hoàng đạo
Hoàng kinh hay kinh độ hoàng đạo (ký hiệu: l trong hệ nhật tâm, λ trong hệ địa tâm) đo khoảng cách góc của một thiên thể dọc trên hoàng đạo từ hướng điểm mốc. Tương tự xích kinh của hệ tọa độ xích đạo, hướng cơ bản (hoàng kinh 0°) chỉ hướng từ Trái Đất tới Mặt Trời tại điểm xuân phân của Bán cầu Bắc. Bởi nó là hệ theo quy tắc bàn tay phải, kinh độ hoàng đạo được đo theo chiều dương tọa độ tới phía đông trên mặt phẳng cơ bản (hoàng đạo) từ  0° tới 360°. Do sự tiến động trục quay, kinh độ hoàng đạo của hầu hết các "ngôi sao cố định" tăng khoảng 50.3 giây cung mỗi năm, hay 83.8 phút cung mỗi thế kỷ, ở tốc độ tiến động chung. Tuy nhiên, đối với các sao gần các hoàng cực, tốc độ thay đổi của hoàng kinh bị chi phối bởi chuyển động nhỏ của hoàng đạo (hay của mặt phẳng quỹ đạo Trái Đất), do đó tốc độ thay đổi có thể là bất kỳ giá trị từ âm vô cùng tới dương vô cùng tùy thuộc vào vị trí chính xác của ngôi sao..
Vĩ độ hoàng đạo
Hoàng vĩ hay vĩ độ hoàng đạo (ký hiệu: b trong hệ nhật tâm, β trong hệ địa tâm) đo khoảng cách góc của một thiên thể từ mặt phẳng hoàng đạo theo hướng tới hoàng cực bắc (dương) hoặc nam (âm). Ví dụ, hoàng cực bắc có hoàng vĩ +90°. Vĩ độ hoàng đạo cho các "sao cố định" không bị ảnh hưởng bởi tiến động.
Khoảng cách
Khoảng cách cũng cần thiết để có một tọa độ cầu hoàn chỉnh (ký hiệu: r trong hệ nhật tâm, Δ trong hệ địa tâm). Nhiều đơn vị đo khoảng cách khác nhau được sử dụng cho các thiên thể khác nhau. Bên trong hệ Mặt Trời, đơn vị thiên văn thường được sử dụng, và đối với các vật thể gần Trái Đất, bán kính Trái Đất hay kilômét được sử dụng.

## Tọa độ trục vuông góc

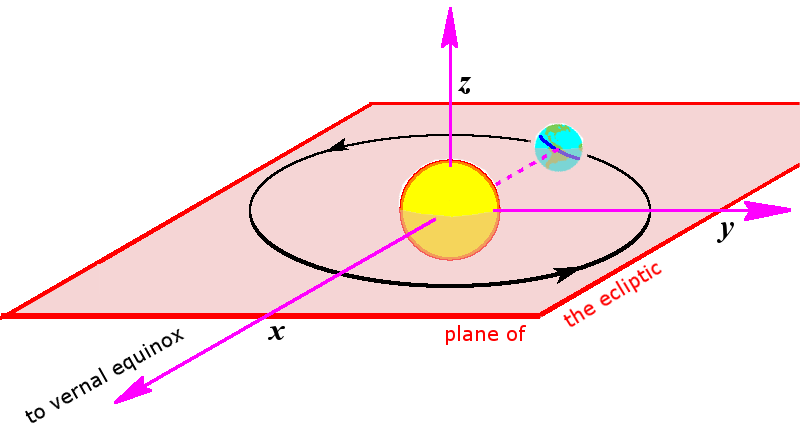
Hệ tọa độ hoàng đạo nhật tâm. Điểm gốc đặt tại tâm Mặt Trời, mặt phẳng tham chiếu là mặt phẳng hoàng đạo, và hướng cơ bản (trục x) là điểm xuân phân. Theo quy tắc bàn tay phải, trục y ở một góc 90° về phía tây của mặt phẳng tham chiếu. Trục z hướng tới hoàng cực bắc. Hệ quy chiếu này tương đối cố định và thẳng hàng với điểm xuân phân.